# Die Schönbrunner
Die Schönbrunner, op. 200 – najsłynniejszy walc koncertowy Josepha Lannera, skomponowany pod koniec życia artysty.

## Powstanie utworu
Joseph Lanner skomponował walc Schönbruńczycy w 1842 roku. W Wiedniu w latach trzydziestych XIX wieku między zespołami muzycznymi Josepha Lannera i Johanna Straussa (ojca), a także między samymi kompozytorami trwała ostra konkurencja do tego stopnia, że rozmiłowana w muzyce publiczność wiedeńska podzieliła się na dwa obozy zwane potocznie Lannerianer i Straussianer. W konkurencji tej bardziej dynamiczny i przedsiębiorczy, choć być może mniej utalentowany Strauss (ojciec) zaczął stopniowo uzyskiwać przewagę nad romantycznym, lecz bardziej spokojnym swoim oponentem. Lanner odpowiedział wówczas nowo skomponowanym walcem koncertowym, który zatytułował Die Schönbrunner, tj. Schönbruńczycy.
Wkrótce po prawykonaniu walc zdobył w Wiedniu ogromną popularność. Niestety, kompozytor nie cieszył się długo wzrastającą popularnością, gdyż wiosną następnego roku zmarł podczas szalejącej w Wiedniu epidemii tyfusu.

## Struktura utworu
Walc Schönbruńczycy posiada klasyczną konstrukcję romantycznego walca koncertowego. Rozpoczyna go krótka introdukcja, na którą składa się kilka wyraźnie zaznaczonych akordów. Następuje teraz ekspozycja pięciu kolejnych tematów walcowych utrzymanych w metrum 3/4; każdy z nich składa się z dwóch podtematów, tak, że tematów walcowych jest de facto dziesięć. Po skończeniu tematu 5B pojawiają się ponownie temat 1A, a zaraz po nim temat 4B. Utwór kończy się niezbyt rozbudowaną kodą. 
Temat walcowy 1A: 

## Charakter utworu
Zarówno tematyka, nastrój, konstrukcja formalna, jak i instrumentacja utworu umieszczają go w głównym nurcie XIX-wiecznej muzyki romantycznej. Utwór przepojony jest atmosferą starego Wiednia, oddaje panujący w nim nastrój, a także być może tęsknotę za odchodzącą belle époque.

## Dziedzictwo
Przez ponad dwadzieścia lat walc Schönbruńczycy uważany był za najpiękniejszy walc koncertowy do czasu powstania Nad pięknym modrym Dunajem Johanna Straussa (syna). W czasie swojego powstania zaliczano go do tzw. „muzyki lekkiej”. Obecnie wykonywany jest z całą powagą przez najbardziej uznawane zespoły orkiestrowe, m.in. podczas Koncertu Noworocznego w Wiedniu.